# Зинченко, Митрофан Никитович
Митрофан Никитович Зинченко (1912, Суклея — 1984, Одесса) — советский пограничник и партизан. Участник Великой Отечественной войны. Командир Севастопольского партизанского отряда (март — сентябрь 1942). Член КПСС (с 1940 года).

## Биография
Родился в 1912 году в селе Суклея (сейчас — Слободзейский район). Украинец по национальности. 28 октября 1932 года был призван в ряды Красной армии. Служил в пограничных войсках НКВД в звании старшего лейтенанта. С 1939 года — в 27-м Крымском пограничном округе у села Ак-Мечеть (сейчас — Черноморское). В 1940 году вступил в коммунистическую партию
Во время Великой Отечественной войны, с отходом советских сил к Севастополю, стал участником Ак-Мечетского партизанского отряда. 6 ноября 1941 года стал командиром диверсионной группы, а 19 марта 1942 года — командиром Севастопольского партизанского отряда (после В. В. Красникова, II формирования). Под руководством Зинченко отряд занимался обеспечением продовольствием.
При наступлении немцев на Севастополь в мае-июле 1942 года принимал участие в боевых операциях. 20 июня 1942 года стал командиром объединённого Севастопольского партизанского отряда. Приказом штаба командующего партизанским движением на полуострове от 11 сентября 1942 года Зинченко с группой был отправлен на подпольную работу в тыл.
После освобождения Крыма с 1944 года служил в качестве капитана в 105-м пограничном отряде Черноморского военного округа.
Решением военного трибунала войск МВД Крыма от 1947 года Зинченко был осуждён на два года лишения свободы. В 1949 году он был уволен в запас и впоследствии в течение 30 лет являлся сотрудником железнодорожной станции «Одесса-Малая». Дело Зинченко было пересмотрено военным трибуналом Одесского военного округа в 1962 году. Приговор был отменён за отсутствием состава преступления.
Скончался в 1984 году в Одессе.

## Награды и звания
- Орден Красного Знамени (1942, два раза)[1]
- Медаль «Партизану Отечественной войны» I степени[1]
- Медаль «За боевые заслуги»[1]
- Медаль «За отвагу»[1]
- Медаль «За оборону Севастополя»[1]
- Медаль «За победу над Германией в Великой Отечественной войне 1941—1945 гг.»[1]
- Медаль «Ветеран Вооружённых Сил СССР»[1]
- Медаль «Ветеран труда»[1]